# Manuel Gomes da Costa (arquitecto)
Manuel Gomes da Costa (Vila Real de Santo António, 1921 — Faro, 17 de Junho de 2016), foi um arquitecto português. Foi um dos arquitectos mais influentes da sua geração no Algarve, onde trabalhou entre 1950 e 2002, tendo sido responsável pelo planeamento de cerca de quatrocentos edifícios.

## Biografia

### Nascimento e formação
Manuel Gomes da Costa nasceu em 1921, em Vila Real de Santo António. Aos vinte anos entrou no curso de arquitectura da Escola de Belas Artes de Lisboa, mas antes de concluir o primeiro ano fez a transferência para o Porto, alegando o excesso de controlo por parte da Polícia Internacional e de Defesa do Estado, e a falta de diálogo entre os professores e estudantes. Na capital do Norte, foi aluno de Carlos Ramos e teve entre os seus colegas o futuro arquitecto Fernando Távora, além de ter travado conhecimento com duas grandes figuras do modernismo algarvio, António Vicente de Castro e Manuel Maria Laginha. Manuel Gomes da Silva e os seus dois conterrâneos tinham em comum um grande interesse pela arquitectura internacional, tendo habitualmente comprado revistas italianas e francesas, onde aprendeu sobre grandes mestres da arquitectura europeia, como Le Corbusier, Walter Gropius, Jaap Bakema e Giuseppe Terragni. Também nesta altura começou a interessar-se pela arquitectura brasileira, tendo seguido as obras de Lúcio Costa, Affonso Eduardo Reidy e Oscar Niemeyer, nas quais encontrou inspiração para alguns dos seus próprios trabalhos.

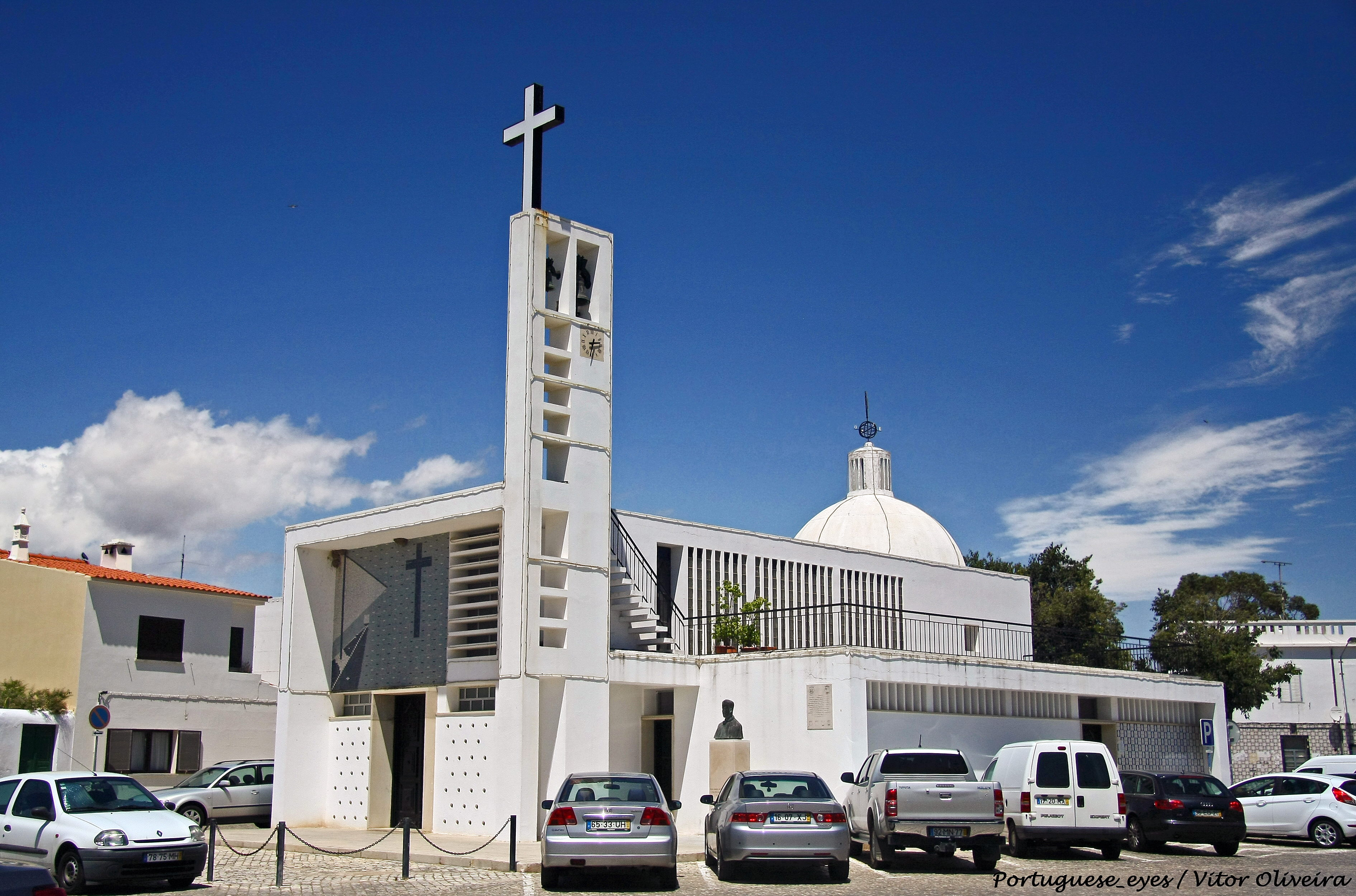
Igreja de Santa Luzia, planeada por Manuel Gomes da Costa.

### Carreira profissional
Manuel Gomes da Costa ganhou alguma fama como arquitecto logo nos primeiros anos da sua actividade, tendo o desenho de uma das suas primeiras casas em Faro, produzido entre 1950 e 1952, sido exaltado pela cultura arquitectónica como um "milagre". No entanto, depressa deixou de ter a atenção dos grandes centros nacionais, tendo em vez disso cultivado uma rede de conhecimentos pessoais e profissionais na região do Algarve, onde se estabeleceu em 1953. Desta forma, granjeou um grande número de encomendas na região, principalmente na cidade de Faro, onde tinha a sua casa-escritório, na Rua Reitor Teixeira Guedes. A sua lista de clientes incluía grandes figuras e entidades da região, como promotores imobiliários, altos funcionários do governo, engenheiros civis e o Bispado de Faro.
A influência dos autores brasileiros, iniciada ainda durante os seus tempo de estudante, ficou mais marcada nos seus projectos para os centros de assistência social polivalente, tendo em 1957 planeado os de Aljezur, Vila Real de Santo António e Tavira, dos quais apenas o primeiro chegou a ser edificado. No programa para a construção dos centros de assistência social também colaboraram os arquitectos Manuel Marinha Laginha e Rogério Martins, que fizeram os centros de Loulé e Olhão, e António Vicente de Castro, que foi responsável pelos de Lagos e Portimão. Esta experiência ajudou a dar a conhecer o grupo na região do Algarve, e ao mesmo tempo serviu para estabelecer o princípio de que a arquitectura modernista teria de se adaptar parcialmente às tendências locais, de forma a ser bem aceite na região. Desta forma, os edifícios foram desenhados de forma a combinar uma linguagem modernista internacional com elementos típicos do Algarve, como a construção dos muros em pedras soltas em Loulé, a utilização de rendilhado de madeira em Tavira, e a instalação de coberturas planas em Faro e Olhão ou de telhados de águas simples na zona do Barrocal. Assim, estes edifícios conseguiram uma maior integração nas comunidades em que se inseriam, sem perder a sua caracterização nas linhas modernistas.
Foi responsável pelo planeamento de cerca de quatrocentos prédios na região, principalmente no Sotavento, nas cidades de Vila Real de Santo António, Tavira, Faro e Olhão. Foi um dos mais influentes arquitectos no Algarve, tendo-se destacado pelo desenho das fachadas, onde aplicava uma sensibilidade plástica e um vocabulário distinto, criando um estilo próprio que foi depois largamente adoptado por outras figuras ligadas à construção civil na região, incluindo desenhadores técnicos, construtores e engenheiros. Este estilo também foi bem recebido pelas povoações, que encontraram em Manuel Gomes da Costa uma solução arquitectónica mais contemporânea e cosmopolita, criando uma versão regional do modernismo que foi mais aplicada nas últimas décadas do Estado Novo. O principal exemplo da aplicação deste modernismo regional foi na cidade de Faro, onde Manuel Gomes da Costa teve um papel importante na fase de renovação urbana após o final da Segunda Grande Guerra.
As suas principais obras foram a Casa de Retiros e Colónia de Férias de Alcantarilha, entre 1957 e 1962, a ampliação do Colégio da Senhora do Alto em Faro, entre 1960 e 1965, a Igreja de Santa Luzia, em Tavira, de 1956 a 1958, e a Cooperativa Agrícola de Santa Catarina da Fonte do Bispo. Também foi responsável por muitos edifícios habitacionais multifamiliares, de diversas dimensões, que foram construídos em blocos em Faro, Tavira e Vila Real de Santo António. No caso da Igreja de Santa Luzia, Manuel Gomes da Costa reconstituiu totalmente o edifício antigo, que estava em ruínas, com uma solução modernista, mantendo do original apenas a volumetria da antiga cúpula. No entanto, o novo edifício provocou uma acesa polémica entre os habitantes locais, que se recusaram a aceitá-lo, embora tenha sido defendido pelo padre António do Nascimento Patrício. A igreja tornou-se num dos principais exemplos da arquitectura modernista no concelho de Tavira.
Apesar da reconhecida influência de Gomes da Costa, não se verificou um esforço concertado para proteger os seus edifícios, que foram em grande parte demolidos ou alvo de grandes obras de modificação, que deturparam totalmente a estrutura modernista original. Um dos principais exemplos é o edifício da creche de Aljezur, considerado uma das suas obras-primas, que em 2016 estava abandonado e em estado de ruína.

### Falecimento e homenagens
Faleceu em 17 de Junho de 2016, aos 95 anos de idade, na cidade de Faro.
Em 2011, foi um dos arquitectos homenageados no âmbito do evento MGC- Moderno ao Sul da Secção Regional Sul da Ordem dos Arquitectos.
Em Novembro de 2016, foi organizada uma homenagem a Manuel Gomes da Costa no Café Aliança, em Faro, que incluiu o lançamento de um livro e uma sessão de mesa-redonda.

## Leitura recomendada
- AGAREZ, Ricardo (2016). Algarve Building: Modernism, Regionalism and Architecture in the South of Portugal, 1925-1965. [S.l.]: Routledge
- VARGAS, Gonçalo (2018). «Manuel Gomes da Costa (1921-2016), o impulsor da arquitectura moderna em Faro». Anais do município de Faro. Volume 40. p. 313-335. ISSN 0871-0872